# Patricia Hill Collins
Patricia Hill Collins (née le 1er mai 1948) est professeure de sociologie de l'université du Maryland, College Park. Elle est aussi l'ex-cheffe du département d'Études afro-américaines à l'université de Cincinnati et ex-présidente du conseil de l'American Sociological Association. Collins a été la 100e présidente de l'ASA et la première femme afro-américaine à occuper le poste.
Collins travaille principalement le féminisme et le genre au sein de la communauté afro-américaine. Elle acquiert de la notoriété surtout pour son livre Black Feminist Thought : Knowledge, Consciousness and the Politics of Empowerment, initialement publié en 1990.

## Biographie et carrière
Collins est née en 1948 à Philadelphie, Pennsylvanie. Ses parents sont Albert Hill, un ouvrier d'usine et un vétéran de la Seconde Guerre mondiale, et Eunice Randolph Hill, une secrétaire. Collins étudie dans des écoles publiques de Philadelphie. Par la suite, elle étudie la sociologie à l'université Brandeis, où elle obtient son diplôme en 1969. Elle obtient sa maîtrise à l'université Harvard, en 1970. De 1970 à 1976, elle est professeure d'éducation à la Faculté communautaire Saint-Joseph, à Roxbury, Boston. Elle devient la directrice du Centre africain de l'université Tufts, où elle travaille de 1976 à 1980. À Tufts, elle rencontre et épouse Roger L. Collins, professeur en éducation à l'université de Cincinnati, avec qui elle a une fille, Valeria L. Collins.
Elle obtient son doctorat en sociologie à Brandeis en 1984.
En 1990, elle publie son premier livre, Black Feminist Thought : Knowledge, Consciousness and the Politics of Empowerment. Une deuxième édition, revue, est publiée en 2000.

## Œuvres
- On Intellectual Activism, Philadelphie, Temple University Press,  (ISBN 978-1439909614), 2012
- (en co-direction avec Jean Solomos) The SAGE Handbook of Race and Ethnic Studies, Los Angeles: London: SAGE,  (ISBN 978-0761942207), 2010
- Another Kind of Public Education: Race, the Media, Schools, and Democratic Possibilities, Beacon Press,  (ISBN 0-8070-0018-3), 2009
- From Black Power to Hip Hop: Racism, Nationalism, and Feminism, Temple University Press,  (ISBN 1-59213-092-5), 2006
- Black Sexual Politics: African Americans, Gender, and the New Racism, New York: Routledge,  (ISBN 0-415-93099-5), 2005
- Fighting Words: Black Women and the Search for Justice, University of Minnesota Press,  (ISBN 0-8166-2377-5), 1998 (co-édité avec Marguerite Andersen)
- Race, Class and Gender: An Anthology,  (ISBN 0-534-52879-1), 1992, 1995, 1998, 2001, 2004, 2007, 2010
- Black Feminist Thought: Knowledge, Consciousness and the Politics of Empowerment, Routledge,  (ISBN 0-415-92484-7), 1990, 2000

## Prix et distinctions
- Faculty of the Year Award de l'University of Cincinnati (1991)[1]
- C. Wright Mills Award pour la première édition de Black Feminist Thought (1991)[2]
- Distinguished Publication Award par l'Association for the Women in Psychology pour Black Feminist Thought (1991)[1]
- Letitia Woods Brown Memorial Book Prize par l'Association of Black Women Historians pour Black Feminist Thought (1991)[1]
- Award for Outstanding Service to African-American Students de l'University of Cincinnati (1993)[1]
- Jessie Bernard Award de l'American Sociological Association pour ses contributions dans les études de genre (1993)[2]
- American Sociological Association Distinguished Scholarly Book Award pour Black Sexual Politics (2007)[4]